# Nottingham Forest F.C.
Nottingham Forest Football Club  er en engelsk fodboldklub fra Nottingham, som spiller i landets bedst række, Premier League. Klubben spiller sine hjemmekampe på City Ground, hvor at de har spillet siden 1898.
Klubben har vundet et engelsk mesterskab, to FA Cups, fire League Cup og to European Cups. Klubben havde sin mest succesfulde periode i 1970-80erne under Brian Clough.

## Historie

### Grundlæggelse og tidlig historie
Nottingham Forest Football Club blev dannet i 1865 af en gruppe shinney-spillere. Klubben købte herefter røde kasketter til at spille i. Kasketterne blev kaldt 'Garribaldi-røde', da det var den samme røde farve som Giuseppe Garribaldis guerillasoldater brugte. Garribaldi havde på dette tidspunkt stor popularitet i England. Det er herfra at Forests kælenavn 'The Garibaldi' stammer fra. Klubben spillede sin første kamp den 22. marts 1866 imod Notts County.
Den engelske Football League blev dannet i 1888, og Forest blev medlem af den i 1892.
Klubben vandt i 1898 FA Cup-finalen, hvor at de vandt over Derby County.
Efter at have spillet på en række forskellige baner over de forrige år, flyttede Forest ind på City Ground i 1898, og har spillet på banen siden.

### Krigstiden
Årene mellem 1900-1945 begyndte for Forest med store økonomiske udfordringer, som det dog lykkedes at overkomme, i høj grad på grund af udbruddet af første verdenskrig, som reducerede klubbernes udgifter. Resten af denne periode var meget anonym for Forest, som spillede klart størstedelen af tiden i den næstbedste række.

### Retur til den bedste række
Forest rykkede i 1957 op i First Division for første gang siden 1925. Klubben vandt igen FA Cuppen i 1959, da de slog Luton Town i finalen. Forest havde i midten af 1960erne en stærk periode under træner Johnny Carey, som ledte holdet til andenpladsen i 1966-67 sæsonen, deres hidtil bedste slutplacering. Denne storhedstid var dog meget kort, da holdet faldt fra hinanden og rykkede ned igen i 1972.

### Brian Clough årene
Forest hyrede den 6. januar 1975 Brian Clough som holdets nye træner, og han ledte holdet til en ottendeplads i sin debutsæson. Klubben hyrede i 1976 Peter Taylor som ny assistenttræner. Clough og Taylor havde tidligere arbejdet sammen hos Derby County, og anses som at være en af de bedste trænerduoer i fodboldhistorien. Forest sikrede oprykning tilbage til First Division i 1977.
Forest første sæson tilbage i First Division ville blive deres bedste sæson hidtil, da klubben vandt deres første mesterskab nogensinde i 1977-78 sæsonen. Forest blev her kun det femte hold i engelsk fodboldhistorie til at vinde mesterskabet i deres første sæson siden oprykning, og intet hold har gjort det siden. Klubben sikrede sig også klubbens første League Cup, da de slog Liverpool i finalen.
1978-79 sæsonen ville også blive en ikonisk en for klubben, på trods at de måtte nøjes med en andenplads i ligaen. I klubbens første sæson i europæisk fodbold kom de hele vejen til finalen, hvor at de mødte Malmö FF. I en hårdt kæmpet og defensiv kamp, lykkedes det Forest at vinde 1-0, og klubben vandt dermed deres første europæiske mesterskab. Forest forsvarede også deres League Cup-titel, da de vandt over Southampton i finalen.
Det lykkedes Forest at forsvare deres europæiske trofæ, da de igen vandt finalen, denne gang over Hamburg, på trods af at klubben havde døjet med massive skadesproblemer, og som resultat ikke engang kunne udfylde udskifterbænken til finalen. På trods af den europæiske sejr, var det ikke så nemt i ligaen, hvor at Forest sluttede på femtepladsen.
Dette ville dog være enden på dette mesterskabsvindene Forest hold, da holdet blev skilt fra hinanden for at sælge de værdifulde spillere, og de nye unge spillere kunne ikke konkurrere på samme niveau. Peter Taylor gik på pension i 1982.
Over de næste år forblev Forest mandskab i den bedste række, og sluttede konsekvent fra 1982-83 til 1991-92 i den øverste halvdel af tabellen, inklusive to placeringer på trejdepladsen. Det var dog heller ikke en periode helt uden trofæer, da Forest vandt League Cup i 1989 og 1990.
Cloughs karriere som træner kom til ende på tragisk vis i maj 1993, da nederlag på 1992-1993 sæsonens sidste dag resulterede i at klubben rykkede ned i hans sidste kamp før pension.

### 1990erne
Efter Clough havde forladt overtog Frank Clark som træner, og han ledte i sin første sæson Forest tilbage til Premier League. Clark ledte herefter imod alle forventninger Forest til tredjepladsen i 1994-95 sæsonen. Denne genoplivelse var dog kort, og de næste par sæsonen blev defineret med konstante nedrykningskampe, som resulterede i nedrykning igen i 1998-1999 sæsonen.

### 2000erne
Forest døjede over de næste år siden deres nedrykning med store økonomiske problemer, som resulterede i at klubben i 2004-05 sæsonen igen rykkede ned til League One, og hermed blev den eneste klub til at have vundet en europæisk mesterskab til at rykke ned til den tredjebedste række. Efter 3 sæsoner i League One, sikrede Forest oprykning i 2007-08 sæsonen.

### Retur til Premier League
Forest begynde 2021-22 sæsonen med at vinde i ingen af deres første syv kampe, hvorpå træner Chris Hughton blev fyret. Steve Cooper blev herefter hyret som træner, og under Cooper gik Forest fra at være ligaens værste til en af de bedste, da klubben fra hans hyring og til slutningen af sæsonen var det bedste hold. Det var dog ikke nok til at sikre direkte oprykning, og Forest kom for første gang siden 2011 i oprykningsslutspillet. Efter en sejr i semifinalen mod Sheffield United mødte de Huddersfield Town i finalen, hvor at Forest vandt 1-0, og dermed sikrede sig oprykning til Premier League for første gang i 23 år.

## Titler

### Indland

#### Ligaer
- First Division: 2 (1977-78) (2022-23)
- Football Alliance: 1 (1891–92)

- Second Division/Championship: 23 (1906–07, 1921–22, 1997–98, 99-2000,2000-2001, 2001-2002, 2002-2003, 2003-2004, 2004/2005,2008-2009, 2009-10, 2010-11, 2011-12, 2012-13, 2013-14, 2014-15,

2015-16, 2016-17, 2017-18, 2018-19, 2019-20 2020-21, 2021-22)
- Third Division/League One: 3 (1950-51,2005-2006, 2006-2007, 2007-2008

#### Pokaltuneringer
- FA Cup: 2 (1897–98, 1958–59)
- League Cup: 4 (1977–78, 1978–79, 1988–89, 1989–90)
- FA Community Shield: 1 (1978)
- Full Members' Cup: 2 (1988–89, 1991–92)

### Europa
- European Cup: 2 (1978–79, 1979–80)
- European Super Cup: 1 (1979)

## Nuværende spillertrup
Oversigten er opdateret til og med 28. april 2025| Nr. | Land            | Position | Spiller               |
| --- | --------------- | -------- | --------------------- |
| 4   | Brasilien       | FO       | Morato                |
| 5   | Brasilien       | FO       | Murillo               |
| 6   | Elfenbenskysten | MI       | Ibrahim Sangaré       |
| 7   | Wales           | FO       | Neco Williams         |
| 8   | England         | FO       | Elliot Anderson       |
| 9   | Nigeria         | AN       | Taiwo Awoniyi         |
| 10  | England         | MI       | Morgan Gibbs-White    |
| 11  | New Zealand     | AN       | Chris Wood            |
| 13  | Wales           | MM       | Wayne Hennessey       |
| 14  | England         | AN       | Callum Hudson-Odoi    |
| 15  | England         | FO       | Harry Toffolo         |
| 16  | Argentina       | MI       | Nicolás Domínguez     |
| 17  | Tyskland        | FO       | Eric da Silva Moreira |

| Nr. | Land            | Position | Spiller                            |
| --- | --------------- | -------- | ---------------------------------- |
| 19  | Spanien         | FO       | Àlex Moreno (lånt fra Aston Villa) |
| 20  | Portugal        | AN       | Jota Silva                         |
| 22  | England         | MI       | Ryan Yates Anfører                 |
| 24  | Paraguay        | MI       | Ramón Sosa                         |
| 26  | Belgien         | MM       | Matz Sels                          |
| 28  | Brasilien       | MI       | Danilo                             |
| 30  | Elfenbenskysten | FO       | Willy Boly                         |
| 31  | Serbien         | FO       | Nikola Milenković                  |
| 33  | Brasilien       | MM       | Carlos Miguel                      |
| 34  | Nigeria         | FO       | Ola Aina                           |
| 44  | England         | FO       | Zach Abbott                        |

### Udlejet
| Nr. | Land     | Position | Spiller                                       |
| --- | -------- | -------- | --------------------------------------------- |
| 17  | England  | MI       | Alex Mighten (Udlånt til Sheffield Wednesday) |
| —   | USA      | MM       | Ethan Horvath (Udlånt til Luton Town)         |
| —   | Tunesien | FO       | Mohamed Dräger (Udlånt til Luzern)            |
| –   | Canada   | FO       | Richie Laryea (Udlånt til Toronto FC)         |
| –   | England  | FO       | Jonathan Panzo (Udlånt til Coventry City)     |

| Nr. | Land     | Position | Spiller                                  |
| --- | -------- | -------- | ---------------------------------------- |
| –   | England  | MI       | Tyrese Fornah (Udlånt til Reading)       |
| –   | Paraguay | MI       | Braian Ojeda (Udlånt til Real Salt Lake) |
| –   | England  | AN       | Josh Bowler (Udlånt til Olympiakos)      |
| –   | Sydkorea | AN       | Hwang Ui-jo (Udlånt til Olympiakos)      |